# История на българското образование
Историята на българското образование като масовост и системност датира от XV век, т.е. от ново време. Предходно в средновековната българска държава и по българските земи е съществувала образована прослойка сред населението, но не и масовост със системен стремеж към ограмотяване и знания поради степента на развитие на обществените отношения и възможностите на държавата и населението ѝ.
През Средновековието единствено сред българската аристокрация се срещат грамотни и образовани люде, като повечето сред тях са запознати и посветени на книжовна и просветна дейност. Степента на масовост по това време е детерминира от два фактора – икономическо развитие и религиозна организация. Първите български книжовни и образователни средища възникват непосредствено след покръстването на България и въвеждането на славянската писменост, като предпоставки за появата на българска култура в края на IX век и началото на X век. Резултат от тези трансформации и процеси е т.нар. Златен век по времето на цар Симеон Велики.
Основни книжовни и просветни, респективно образователни центрове през средновековието по българските земи са православните манастири. Образованието е подчинено и изградено изцяло на религиозния светоглед. Първите сигурни исторически сведения за учебен процес и школа са свързани с дейността на Климент Охридски, който според житието му обучил 3500 ученици в Кутмичевица в т.нар. Охридска книжовна школа. Като организация средновековното училище на Климент Охридски разполагало с два курса на обучение – долен за неграмотни които се учат на четене, писане, молитви, църковни песнопения и горен за подготвените по първите предмети от долния курс. Във Велики Преслав Наум Преславски организира друго паралелно училище израснало в своя Преславска книжовна школа. За разлика от Охридската школа, която е предимно просветна, Преславската е предимно книжовна.
През X век вън от Църквата в рамките на държавната организация няма книжнина, наука, развито изкуство, просвета, респективно – образование. Църквата определя идеалите, добродетелите, официалните схващания и се грижи за тяхното разпространение, респективно пропаганда, предопределяйки учебното образование и възпитание. В алтернатива и опозиция на държавната и църковна власт с образование възниква богомилството, което еретично учение също носи образованост в рамките на своя мироглед. Няма данни за съществуването на богомилски училища, но се предполага че в рамките на проповедническата дейност сред богомилите и всред общността им е имало учебен процес, тъй като грамотността им е била над средната за времето си.
По време на Второто българско царство започват да се появяват първите училища извън манастирите. През XIV век в средновековната българска държава се запазва двустепенната училищно-образователна йерархия от времето на Първото българско царство. Във втората половина на XIV век българските по-високи образователни центрове, и в частност Царевград Търнов, добиват вид на средновековни университети, в които се разработват тематични проблеми из областите на богословието, философията и филологията.
В османска България от XV век започва системна образователна масовизация с възникването на т.нар. килийни училища. Килийните училища са манастирски, метоски и таксидиотски. В зависимост от финансирането си те са обществени, т.е. издръжката им е на общността или ктиторски – финансирани от благодетел – донор. Първите български килийни училища продължават образователната си традиция с приемственост от средновековните манастирски училища.
До 1762 г. средният брой килийни училища в българските земи е 112 училища, а от 1762 до 1835 г. на откриването на училището на Априловската гимназия за обучение по взаимната метода – 225 училища. От 1835 г. до Освобождението на България броят на българските училища достига 140, след което се създава министерство на народното просвещение през 1879 г.